# Farmsumerzijlvest
Het Farmsumerzijlvest was een zijlvest of waterschap aan de Eemsmonding in de huidige gemeente Eemsdelta. Het zijlvest was verantwoordelijk voor de afwatering van de dorpen Farmsum, Geefsweer, Weiwerd, Meedhuizen en Wagenborgen, aanvankelijk via een zeesluis aan de Eems, sinds 1753 via het sluizencomplex van de Drie Delfzijlen. In 1799 werd deze laatste regeling definitief. 
Het zijlvest moet ongeveer gelijktijdig met het voltooien van de zeedijken langs de Eems in de 12e eeuw zijn opgericht. Voor de ontwatering van het achterland werd een ontwateringskanaal door de Farmsumermeeden gegraven, dat waarschijnlijk ontsprong in het Kleinemeer bij Meedhuizen.

## Kaart
- Jan Kater, Kaart van de molen polders gelegen in het Zijlvest der Drie Delf Zijlen, het Oostwolder-, Wold- en Farmsummer-zijlvest (1857) – via Beeldbank Groningen. De namen van de afzonderlijke polders zijn in handschrift (en niet altijd correct) toegevoegd. De kaart correspondeert met Staten der Molenkoloniën gelegen tusschen het Reitdiep en het Damsterdiep [etc.], Groningen 1857, p. 50-53.